# 亚斯达卡
亚斯达卡控股有限公司（英語：Astaka Holdings Limited），简称为Astaka，翻译即亚斯达卡，在新加坡交易所上市（SGX：42S），是一家位于马来西亚柔佛州依斯干达经济特区的领先综合房地产开发商，于E2-Capital于2015年11月反向收购Astaka Padu Limited旗下的控股有限公司。
亚斯达卡的母公司即是Horizon Sea Limited，而主要子公司即为Astaka Padu Sdn Bhd、Bukit Pelali Properties Sdn Bhd及安运旅游等等。

## 发展项目
- 亚斯达卡项目（The Astaka）

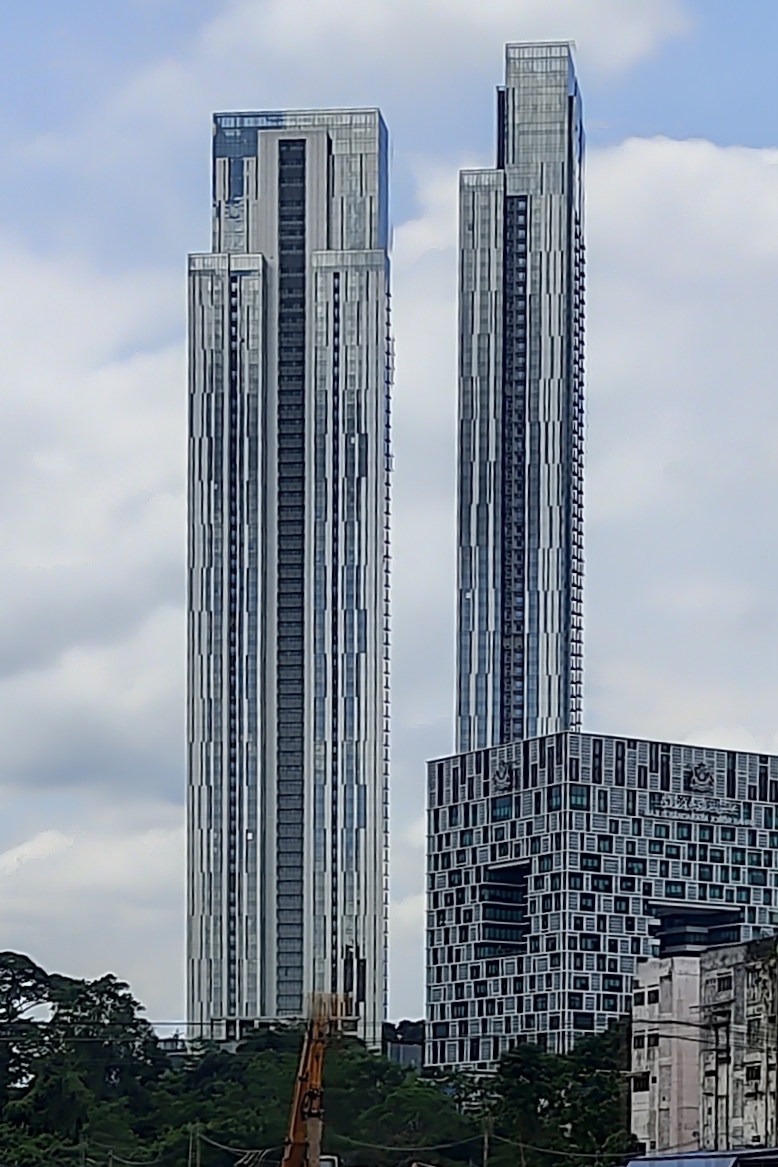
御庭阁A座及B座

  - 御庭阁（The Astaka Tower）
  - 新山市政厅（MBJB Tower）
- 武极帕拉里项目（Bukit Pelali）